# Bướm hai chấm
Bướm hai chấm (danh pháp khoa học: Scirpophaga incertulas), giai đoạn ngày của nó được gọi là Sâu đục thân hai chấm là một loài bướm đêm trong họ Crambidae. Nó được tìm thấy ở Afghanistan, Nepal, đông bắc Ấn Độ, Sri Lanka, Bangladesh, Myanmar, Việt Nam, Thái Lan, Malaysia, Singapore, Sumatra, Java, Borneo, Sumba, Sulawesi, Philippines, Đài Loan, Trung Quốc và Nhật Bản. Tên gọi của nó xuất phát từ hai chấm trên hai cánh của chúng.

## Vòng đời
Trứng: đẻ thành ổ hình bầu dục, trên mặt phủ lớp lông màu vàng nhạt, ở giữa nhô lên. Mới đẻ, trứng có màu trắng, sau chuyển ngà vàng, sắp nở màu đen.
Sâu non: đẫy sức màu trắng sữa, đầu màu nâu vàng. Chân bụng ít phát triển, móc bàn chân bụng có 28 cái xếp thành hình elip.

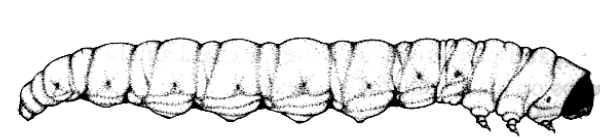
Ấu trùng

Nhộng: con cái có chân sau dài hết đốt bụng 5, con đực có chân sau dài tới đốt bụng 8. Nhộng mới hóa có màu trắng sữa, sau chuyển màu vàng nhạt.
Trưởng thành: Ngài đực có đầu ngực và cánh trước màu nâu vàng nhạt hình tam giác; giữa cánh có một chấm đen; từ đỉnh cánh đến mép sau có một vệt xiên màu nâu đen, mép ngoài cánh có 9 chấm đen nhỏ; mắt kép, to đen. Ngài cái có thân màu trắng vàng hoặc vàng nhạt, cuối bụng có chùm lông màu vàng nhạt, giữa cánh trước có một chấm đen.
Vòng đời của sâu đục thân bướm 2 chấm từ 54-66 ngày.
Sải cánh dài 24–36 mm. Con đực trưởng thành nhỏ hơn con cái. Cánh trước có màu xám hoặc nâu nhạt và có 2 hàng chấm đen ở đỉnh.
Ấu trùng ăn lúa (Oryza sativa). Chúng đục thân cây chủ. Ấu trùng phát triển hoàn toàn có màu vàng nhạt đến lục vàng, đầu màu nâu và dài đến 20 mm. Chúng hòa nhộng trong kén tơ màu trắng.

## Đặc điểm gây hại
Ngài của sâu đục thân bướm 2 chấm có tính hướng sáng mạnh, vũ hóa về đêm và sau đó giao phối ngay trong đêm đó và đêm sau có thể đẻ trứng, ban ngày ẩn nấp, bị khua động thì bay sang cây khác. Ngài cái hoạt động mạnh từ 19-20giờ, ngài đực từ 23-1giờ sáng. Mỗi ngài cái đẻ từ 1-5 ổ trứng (có 100-150 quả trứng/ổ). Một năm sâu đục thân bướm 2 chấm phát sinh 6-7 lứa. Điều kiện nhiệt độ ấm nóng và ẩm độ cao thích hợp cho sâu phát sinh gây hại.
Sâu non xâm nhập vào bẹ lá vào thân cắt đứt đường vận chuyển dinh dưỡng làm dảnh vô hiệu và bông bạc, ảnh hưởng đến cây lúa và năng suất lúa. Nhộng làm ổ bên trong thân lúa và bướm vũ hóa từ đấy.
Ở Việt Nam, sâu đục thân bướm hai chấm thường phát sinh gây hại nặng ở vụ lúa xuân muộn và mùa chính vụ. Các tỉnh Miền Nam và Miền Trung gây hại ở tất cả các vụ lúa, còn các tỉnh Miền Bắc những năm mùa đông rét đậm kéo dài, vụ mùa khô hạn thường phát sinh nặng.